# 庚申信仰

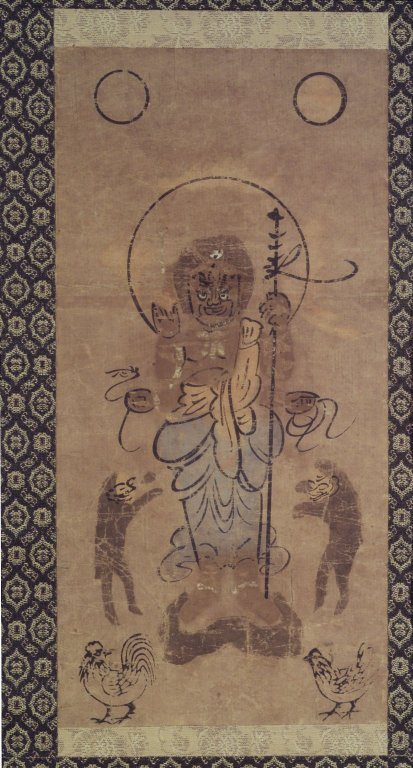
庚申信仰は青面金剛を本尊とし、このような掛軸画も多数作られた。この画では中央に青面金剛を描き、上に日月、左右に猿、下に鶏を配している。

現在までに伝わる庚申信仰（こうしんしんこう）とは、中国道教の説く「三尸説（さんしせつ）」をもとに、仏教、特に密教・神道・修験道・呪術的な医学や、日本の民間のさまざまな信仰（民間信仰）や習俗などが複雑に絡み合った複合信仰である。

## 庚申と三尸説
中国道教の教説である三尸説とその行事の守庚申が日本に伝来して、習合と複合して広まった。庚申（かのえさる、こうしん）とは、干支（かんし、えと）、すなわち十干・十二支の60通りある組み合わせのうちの一つである。陰陽五行説では、十干の庚は陽の金、十二支の申は陽の金で、比和（同気が重なる）とされている。干支であるので、年（西暦年を60で割り切れる年）を始め、月（西暦年の下1桁が3・8（十干が癸・戊）の年の7月）、さらに日（60日ごと）がそれぞれに相当する。庚申の年・日は金気が天地に充満して、人の心が冷酷になりやすいとされた。
この庚申の日に禁忌（きんき）行事を中心とする信仰があり、日本には古く平安時代に移入された。

### 1年の中の庚申日の数について
日の干支1巡は60日であり、1年の日数は日の干支6巡分である360日に近いため、1年の中の庚申日の数は、基本的には6日である場合が多い。年の最初の庚申日を初庚申（はつこうしん）、年の最後の庚申日を納庚申（おさめこうしん）と呼ぶ。

#### 七庚申年と五庚申年
基本的には1年の中の庚申日の数は6日である場合が多いが、時として7日になる場合があり、これを七庚申年と呼ぶ。七庚申年は新暦（グレゴリオ暦）でも発生するが、旧暦（太陰太陽暦、天保暦）では閏年（閏月を含む年）で発生する場合がある。また、新暦では起こり得ないが、旧暦の平年（閏月を含まない年）では庚申日が5日しかない年が発生する場合もあり、これを五庚申年と呼ぶ。
以下に新暦七庚申年・旧暦七庚申年・旧暦五庚申年について、発生頻度と該当年の例（前後3回）を示す：
- 新暦七庚申年
  - 発生頻度：11～12年に1度（365.2425（年平均日数）－360（日干支6巡分）＝5.2425、60÷5.2425＝11.44492…）
  - 該当年の例：2000年、2011年、2023年、2046年、2057年、2068年
- 旧暦七庚申年
  - 発生頻度：閏年（閏月を含む年）のうち5年に2度程度（384（旧暦閏年日数[注釈 2]－360（日干支6巡分）＝24、60÷24＝2.5（5/2）））、全体から見れば15%程度
  - 該当年の例：、2006年（閏7月あり）、2014年（閏9月あり）、2017年（閏5月あり）、2025年（閏6月あり）、2028年（閏5月あり）、2039年（閏5月あり）
- 旧暦五庚申年
  - 発生頻度：平年（閏月を含まない年）のうち10年に1度程度（354（旧暦平年日数[注釈 3]－360（日干支6巡分）＝-6、60÷6＝10））、全体から見れば6%程度
  - 該当年の例：1969年、2005年、2015年、2026年、2041年、2062年

七庚申年は豊作、五庚申年は凶作という伝承が青森県弘前市などに残されている。

## 歴史
庚申経（老子守庚申求長生経）が三尸説や守庚申を記述していて、平安時代に伝わり、庚申信仰の原点となったと推定されている。これは、天台僧の成尋が唐留学時に覚書として集め、園城寺（三井寺）に唐から送り納めた資料だとされている。
遣唐使に伴い唐に留学したが、上陸して唐朝に短期留学の請益僧だと制限強化で天台山行きを拒否されて遣唐使一行から離脱し、中国内を山野と庶民間と寺を独自に旅して修行して学んだ円仁が、『入唐求法巡礼行記』838年（承和5年）11月26日の条に〈夜、人は咸く睡らず。本国の正月、庚申の夜と同じきなり。〉と中国の僧侶、貴族だけではない庶民も含めた、冬至の夜に眠らずに過ごす風習を見て日本の正月や庚申の夜のようだと、言及している。
平安時代の貴族社会では、この夜を過ごす際に、碁・詩歌・管弦の遊びを催す後に「庚申御遊（こうしんぎょゆう）」と称された宴をはるのが貴族の習いであった。最も早い記録では清和天皇の代に貞観5年（863年）11月1日の庚申に宮中で宴がもたれ、音楽が奏せられている。9世紀末から10世紀の頃には、庚申の御遊は恒例化していた。やがて「庚申御遊」と呼ばれた平安時代末期には、酒なども振る舞われるようになり、庚申本来の趣旨からは外れた遊興的な要素が強くなった。鎌倉時代から室町時代になると、この風習は上層武士階級へと拡がりを見せるようになった。『吾妻鏡』（鎌倉幕府の記録書）にも守庚申の記事が散見される。また資料としてはやや不適切かとも思われるが、『柏崎物語』によると織田信長を始め、柴田勝家ら重臣20余人が揃って庚申の酒席を行ったとある。さらに度々途中で厠に立った明智光秀を鎗を持って追いかけ、「いかにきんかん頭、なぜ中座したか」と責めたとある。
やがて守庚申は、庚申待と名前を変え15世紀中期頃から、会食談義を行って徹宵するが、いっぽう本尊を礼拝し、仏教的な勤行を行うようになる。その時期は、初見の庚申待板碑が、文明3年（1471年）の造立で、室町時代の文明年間（1469年-1487年）を少し遡る頃と推定される。
庚申待が一般に広まったのがいつ頃かは不明だが、愛知県豊田市の金谷庚申三光寺の蔵している庚申縁起では寛仁4年（1010年）で、そのころに、守庚申の際の勤行や功徳を説いた『庚申縁起』が天台宗の僧侶の手で作られたとみられる。内容は、四天王寺庚申堂の由来を語る形式で趣旨と実践の啓蒙書でもあり、その始まりを大宝元年（701年）正月7日に尊記上人への青面金剛からの掲示によるとした。四天王寺庚申堂から口授で各地へ伝承され、庚申信仰は仏教と結びついて広まったが、特定神仏を選ばず本尊含めて多くの神仏と習合した。仏教と結びついた信仰では、諸仏が本尊視され始めるが各地庚申堂で本尊は違い、行いを共にする「庚申講」が組織された。そして、講の成果として「庚申塔」の前身にあたる「庚申板碑」が造立され出した。
また「日吉（ひえ）山王信仰」とも習合することにより、室町時代の後期から建立が始まる「庚申（供養）塔」や「碑」には、「申待（さるまち）」と記したり、山王の神使である猿を描くものが著しくなる。
庚申信仰では、もともと猿が庚申の使いとされ、「見ざる、言わざる、聞かざる」の三猿をもってその神体とした庚申堂もあったが、やがて青面金剛が本尊とされ、三猿は脇に置かれるようになった。庚申塔も三猿だけだったが同様に脇に添え描かれた。
庚申の権能は各地で違うが、多岐にわたり、豊作、招福、厄除け、家族、和合・良縁、建築、健康長寿、病除け、土地・道、諸芸、の神とされ現生利益が求められ祈られた。他に、男女同床せぬとか、結婚を禁ずるとか、この日結ばれてできた子供に盗人の性格があると恐れられたりする因習もあった。
仏教式の庚申信仰が一般に流布した江戸時代は、庚申信仰史上最も多彩かつ盛んな時期となった。
このころには宮中でも、延宝4年(1676年)医師黒川道祐の『日次紀事』正月巻に、宮中の庚申の夜ごとに庚申の本尊として青面金剛に酒や菓子を供え、殿中の男女が飲食と御遊するという形式へと変化したとある。
しかし、江戸時代後期に衰えを見せ、庚申塔は寛政8年（1796年）には近畿地方の庚申信仰発祥の北摂などでも、すでに珍しいものとなり（『摂津名所図会』）、山形県寒河江市所在のものが現存最古である。明治時代初めに路傍の石仏祠石碑や基礎となった修験道が禁止され、以降には生活の変化とともに急速にその信仰が失われた 。
この夜慎ましくして眠らずに過ごすという習慣は、一部の地区で受け継がれている。また地域によっては、人々が相寄って催す講も続けられている。それらは互助機関として機能したり、さらには村の常会として利用されたりすることもある。臨時のイベントとして行われることもある。

## 奄美諸島、沖縄、隠岐島・鳥取県・岡山県の庚申
窪德忠は、奄美諸島、沖縄島経由で三尸説が日本に伝来した痕跡を求め1966・67年（昭和41・42年）沖縄方面の現地調査団に加わって実施し奄美諸島は現地民俗研究者に依頼したが、奄美大島名瀬村（現・奄美市）庚申行事・同龍郷村（現・龍郷町）「カネサル」などいずれも庚申の旧10月庚申日にするものもあるが、先祖崇拝の祭りで庚申三尸説とは何の関係も無かった。沖縄でも同様で、これを踏まえ、奄美諸島・沖縄経由での三尸説の伝来を否定した。
その後、飯島吉晴の別の1986年調査では奄美諸島全体の旧10月庚申日（鬼界ヶ島は旧6月）の祭礼をカネサルと広域化して呼んでいたが先祖崇拝だけではない祭礼が続いている。2024年10月23日奄美市小瀬地区でもカネサル祭りを実施している。かつては牛や豚の供犠をしていた。肩甲骨や血を付けた芝を集落口や家の戸口に下げて悪しきものの侵入を防いていた。鬼界ヶ島では足骨も加え村境に吊るしていた。現代は供犠の代わりにカネモチを食べ葉を下げる。山の神が海に降りて漁をする日とされ漁や山行きを休む。
そして、隠岐島では12月8日を庚申誕生日や降臨の日といい、対岸の岡山県、鳥取県でも6月12月の8日を八日待として庚申を祀る。
飯島吉晴は、中国清国の儒者俞樾の「庚申は更新の日」を引いて三尸説以外に庚申には心改めの日としての意味があるとの説を唱え、祀りが行われているとする。

## 青面金剛、猿田彦神

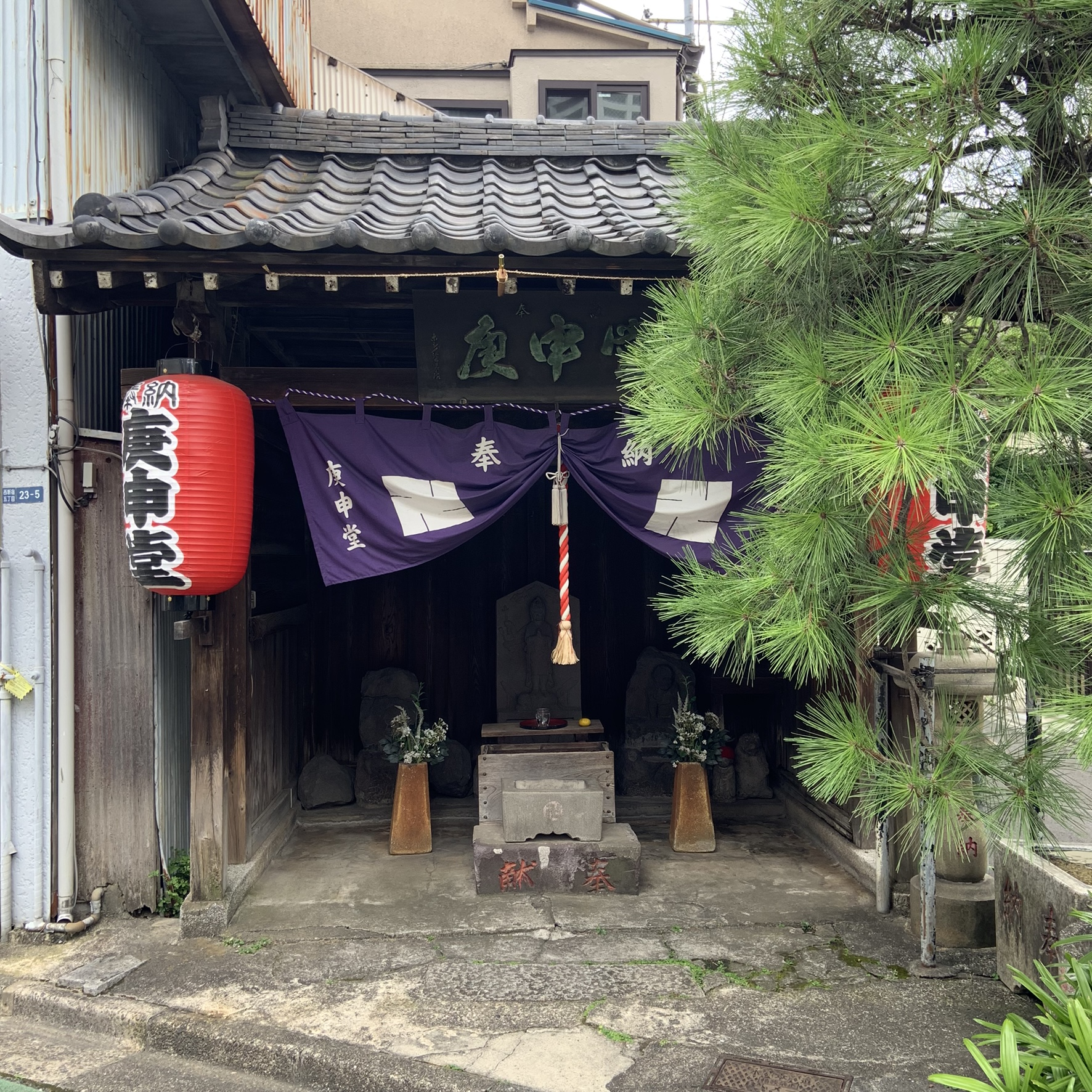
住宅街の庚申堂(西新宿の淀橋庚申堂)。青面金剛と三猿の石刻像が祀られている。

庚申信仰では青面金剛と呼ばれる独特の神体を本尊とするが、これは南方熊楠によればインドのヴィシュヌ神が転化したものではないかという。
石田英一郎によれば青面金剛にはまた馬頭観音（インドのハヤグリーヴァ）との関連性も見られるという。
庚申信仰はまた神道の猿田彦神とも結びついているが、これは「猿」の字が「庚申」の「申」に通じたことと、猿田彦が塞の神とも同一視され、これを「幸神」と書いて「こうしん」とも読み得たことが原因になっているという。

## 庚申信仰に関連するおもな寺社

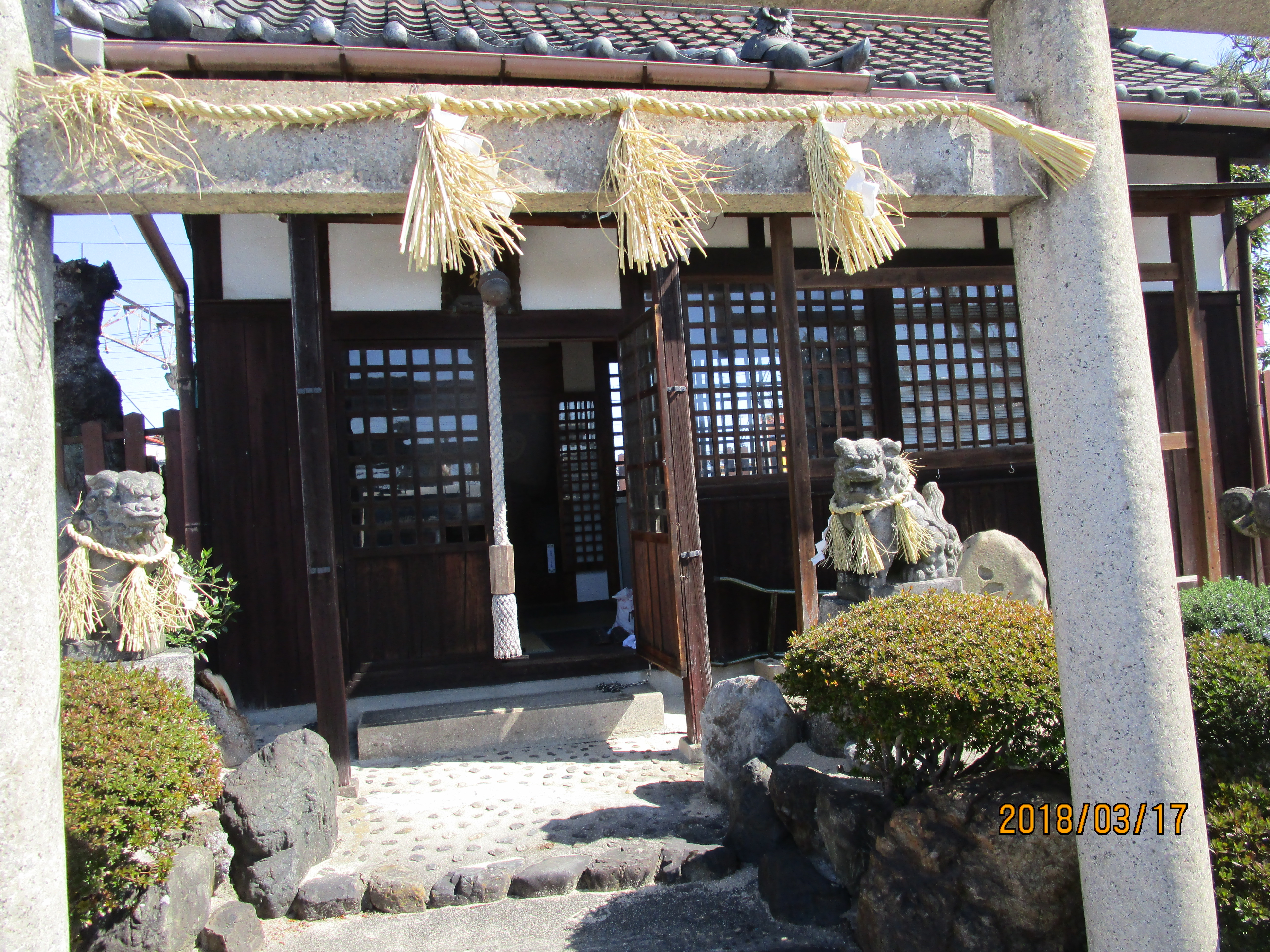
四日市市松原町の三岐鉄道の敷地内に庚申社という祠がある。祠の中には御神体が安置されている。1959年9月、地元の人々の篤志によって社殿が改築された。

- 四天王寺庚申堂（大阪市天王寺区） – 日本三庚申、庚申信仰発祥の地で、江戸時代大本山として庚申堂建立許可を出していた[29]。
- 八坂庚申堂 大黒山金剛寺庚申堂（東山区金園町） – 天台宗。日本三庚申[30]、京都三庚申。
- 粟田口庚申堂 尊勝院 内（東山区粟田口三条坊町）。京都三庚申[31]。
- 猿田彦神社 (京都市上京区)（上京区上御霊前町）山ノ内庚申と呼ばれ、年6回庚申日祀られる[32]
- 尭山山金輪院（小泉庚申堂）（大和郡山市小泉町） – 大和国の庚申信仰の本山、天台宗[33]。
- 庚申堂（ならまち庚申堂、庚申さん）（奈良市西新屋町）[34] - 身代わり申[35]。
- 巣鴨庚申堂、巣鴨庚申塚（豊島区巣鴨四丁目） – 附近には庚申塚駅がある[36]。
- 柴又帝釋天 題経寺（葛飾区柴又） – 日蓮宗。江戸期の1779年（安永8年）の本堂の改修工事中に行方知れずだった帝釈天像の版木である板本尊が発見された。たまたまその日が、暦上の庚申の日であったことから、以後60日毎の庚申の日が縁日となり、当時隆盛であった庚申信仰を背景として広く知られたという[37]。
- 金剛山庚申寺庚申堂（静岡県浜松市浜名区宮口） – 禅宗。
- 劔神社庚申堂（福井県丹生郡越前町織田）
- 庚申社（三重県四日市市JR富田駅前）
- 石川県金沢市寺町寺院群静音の小径天台眞盛宗西方寺（青面金剛明王 庚申さん）
- 庚申堂（土岐市泉中窯町） - かつて窯組の信仰の中心であった[38]。
- 庚申社 劔神社（福岡県直方市山部） – 寺院であり神社[39]。
- 喜宝院庚申堂（入谷庚申堂） - 廃堂され現存しない、東京都台東区下谷2−13−14 小野照崎神社境内に庚申塚、青面金剛など遺跡が残る。元日本三庚申[30]。